# Fährwall 8 (Stralsund)

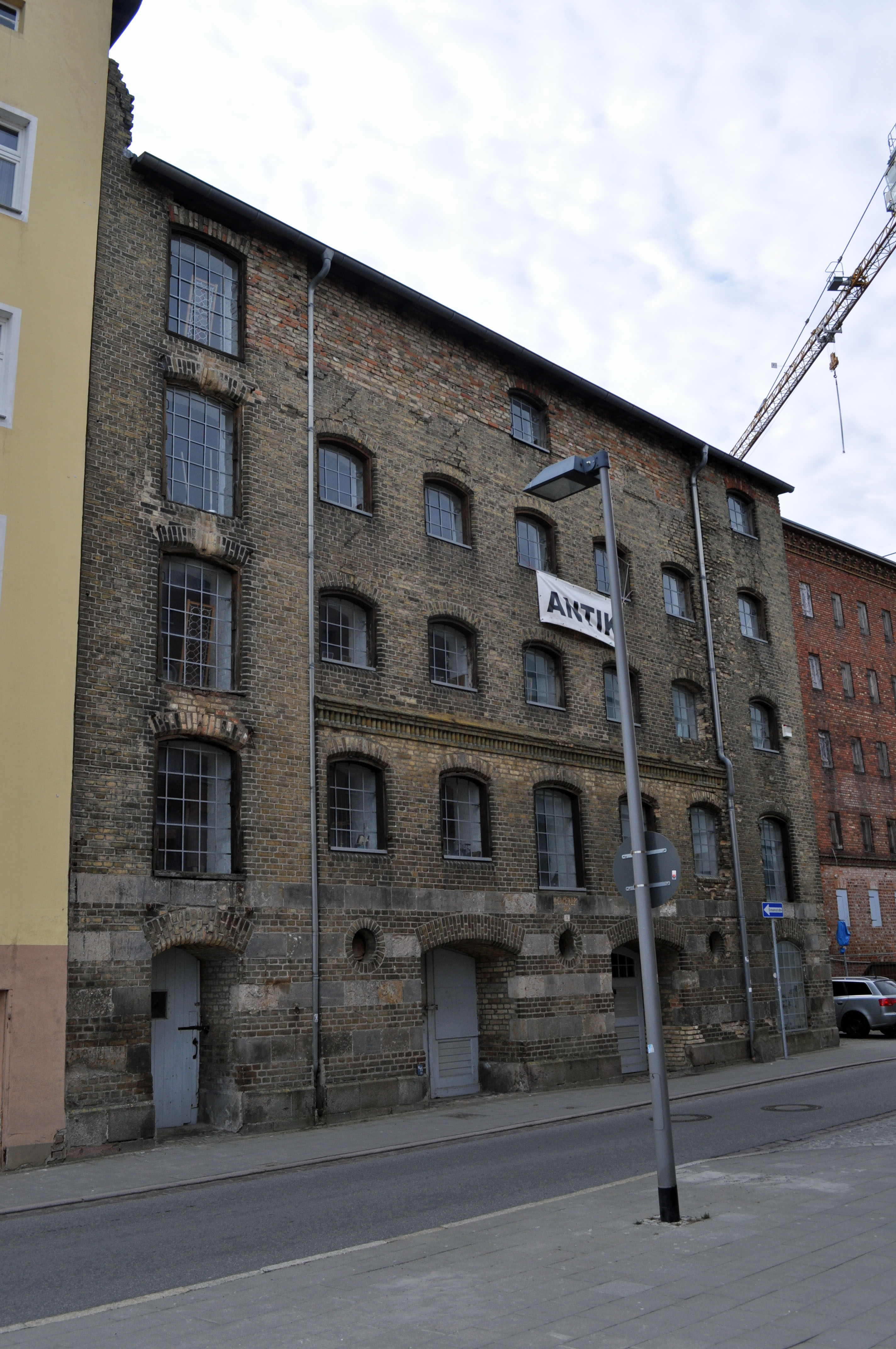
Das Haus Fährwall 8 in Stralsund (2012)

Das Haus mit der postalischen Adresse Fährwall 8 ist ein denkmalgeschütztes Gebäude in der Hansestadt Stralsund am Fährwall.
Das fünfgeschossige, siebenachsige Haus wurde im dritten Viertel des 19. Jahrhunderts errichtet. Es wurde zunächst als Speicher genutzt.
Die Fassade ist in Backstein ausgeführt. Der äußeren Achsen sind als flache Risalite ausgebildet. Sowohl die Toreinfahrten im Erdgeschoss als auch die Luken der Obergeschosse sind segmentbogig abgeschlossen.
Das Haus liegt im Kerngebiet des von der UNESCO als Weltkulturerbe anerkannten Stadtgebietes des Kulturgutes „Historische Altstädte Stralsund und Wismar“. In die Liste der Baudenkmale in Stralsund ist es mit der Nummer 188 eingetragen.